# Isidoro Álvarez
Isidoro Álvarez Álvarez (Borondes, Báscones, Grado, Asturias; 11 de mayo de 1935-Madrid, Comunidad de Madrid; 14 de septiembre de 2014) fue un empresario español, conocido por ser el presidente del grupo El Corte Inglés. Fue sobrino y sucesor de Ramón Areces, a su vez sobrino y sucesor del fundador César Rodríguez González.

## Biografía
Con dieciocho años decidió trasladarse a Madrid para matricularse en la Facultad de Económicas de la Universidad Complutense de Madrid. Cinco años más tarde, en 1957, se licenció y recibió el Premio extraordinario de Economía y Ciencias Empresariales. A los 23 años, y recién licenciado, asumió un cargo directivo en la organización de la empresa familiar: El Corte Inglés. En 1959 se convirtió en Consejero de la misma y en 1966 fue nombrado vicepresidente de una de las empresas que formaban parte del grupo empresarial y consejero director general de El Corte Inglés. En 1989, tras el fallecimiento de su tío y fundador, fue nombrado presidente de la empresa. Fallece en Madrid, a causa de una insuficiencia respiratoria el 14 de septiembre de 2014. La presidencia de El Corte Inglés tras su fallecimiento fue ocupada por su sobrino Dimas Gimeno, lo que abrió un periodo turbulento en la dirección de la compañía, por disputas entre Dimas Gimeno y las hijas adoptivas de Isidoro Álvarez, que años más tardes terminarían asumiendo la presidencia y dirección de El Corte Inglés, no sin una ardua polémica, al cuestionarse la entrada de un nuevo accionista qatarí, de la mano del testaferro David Barreiro Nogaledo, quien llegó a ser investigado por la Justicia por blanqueo y apropiación indebida.

## Reconocimientos
En 2005, la National Retailer Federation de Estados Unidos le concedió el premio al mejor distribuidor internacional del año, por su «reputación internacional, su genio creativo, inspirado liderazgo y servicio distinguido en la industria minorista». En 2007 recibió la Medalla de oro al mérito en el trabajo durante la VIII legislatura española de la mano de Jesús Caldera, por aquel entonces ministro de Trabajo y Asuntos Sociales.  También recibió el Premio Alfonso Ussía en la categoría de Trayectoria Ejemplar en 2012.